# Iseo-myeon, Hwasun-gun
Iseo-myeon (koreanska: 이서면) är en socken i kommunen Hwasun-gun i provinsen Södra Jeolla i den södra delen av Sydkorea, 270 km söder om huvudstaden Seoul.